# Zielen van Napels
Zielen van Napels (internationale titel: Souls of Naples) is een Nederlandse, Italiaans gesproken documentaire van regisseur Vincent Monnikendam. De film ging in 2005 in première op het International Film Festival Rotterdam. 
De documentaire gaat over verschillende kanten van het leven in Napels, waaronder zowel het arme als het rijke leven, evenals het zigeunerbestaan. De stijl van de film is gebaseerd op de schilderijen van schilder Caravaggio waardoor donker en lichte scènes zich afwisselen. 

## Ontvangst
De ontvangst was wisselend. Jay Weissberg oordeelde in Variety "While no sharp points are actually made, and helmer underutilizes his key focus — Caravaggio’s moving masterpiece "The Seven Acts of Mercy" — docu’s lyrical qualities and sheer beauty will act as a sure lure for prestigious small-screen play." Dana Linssen noemde Zielen van Napels in de Filmkrant "een fenomenale, rijke film"  David Sneek daarentegen vond het "een oppervlakkige en tenslotte ook vervelende film". In NRC-Handelsblad vergeleek André Waardenburg Monnikendam met "de aristocraat die aan het eind van de film in een taxi stapt op weg naar een gemaskerd bal, met de chauffeur praat, en op een gegeven moment verbaasd uitroept 'wat weet je toch veel!'"

## Prijzen
- Kristallen Film - Golden and Platin Film Nederland
- Magnolia Award - Shanghai International TV Festival
- Best Long Documentary - Contact Film Festival in Kiev
- Embodiment of the Metaphysics of the City - Saratov Sufferings